# Clyde Simms
Clyde Simms (ur. 21 sierpnia 1982 w Jamestown) – amerykański piłkarz grający na pozycji pomocnika.

## Początki
Simms grał w swojej uniwersyteckiej drużynie – East Carolina Pirates. W latach 2000–2003 rozegrał 72 mecze, zdobył 7 goli i zaliczył 7 asyst.

## Kariera klubowa
W 2004 roku podpisał kontrakt z Richmond Kickers. Mimo że w swoim pierwszym sezonie rozegrał 28 meczów, to nie był postrzegany jako talent, dopóki nie został powołany na obóz reprezentacji, gdzie spisał się bardzo dobrze. Wtedy pojawiło się zainteresowanie z kilku klubów z MLS. 25 lutego 2005 przeszedł do DC United. W 2012 roku został zawodnikiem New England Revolution.

## Kariera reprezentacyjna
Simms jedyny występ w reprezentacji USA zaliczył 28 maja 2005, wchodząc z ławki w doliczonym czasie gry meczu z Anglią.

## Osiągnięcia
DC United
- MLS Supporters' Shield: 2006, 2007
- Lamar Hunt U.S. Open Cup: 2008